# Nokia Lumia 925
Nokia Lumia 925 este un Smartphone care funcționează cu sistemul de operare Windows Phone 8
Nokia Lumia 925 este un smartphone dezvoltat de compania Nokia care rulează Windows Phone, sistem de operare al Microsoft Windows. A fost anunțat pe 14 mai 2013, descris ca o "nouă interpretare". 
Comparativ cu Nokia Lumia 920, care cântărește 185 grame și are 10.7 mm grosime, Nokia Lumia 925 cântărește 139 de grame și are 8.5 mm grosime.

## Construcție
Butoanele de acces volum, butonul de pornire/oprire și de cel de declanșare al camerei se găsesc lateral din partea din dreaptă.
Sus se află mufa audio de 3.5 mm, slotul la cartela micro SIM și mufa micro-USB pentru încărcare și transfer.
Pe partea superioară a ecranului sunt clasicele fante pentru difuzor, camera frontală și senzorul de proximitate/luminozitate.
Partea din spate este din policarbornat care se găsește în mai multe variante de culoare. Pe el se află logo-ul Nokia cu inscripțiile Carl Zeiss și PureView, denivelarea asociată camerei foto, fanta pentru LED-urile Flash și mai jos fantele difuzorului cu conectorii externi ai aparatului.

## Variante
| Model                   | RM-892                                                     | RM-893                                                       | RM-910                                                       |
| ----------------------- | ---------------------------------------------------------- | ------------------------------------------------------------ | ------------------------------------------------------------ |
| 2G                      | Quad-band GSM/EDGE (850/900/1800/1900 MHz)                 | Quad-band GSM/EDGE (850/900/1800/1900 MHz)                   | Quad-band GSM/EDGE (850/900/1800/1900 MHz)                   |
| 3G                      | Quad-band HSPA+ 1, 2, 5/6, 8 (850/900/1900/2100 MHz)       | Penta-band HSPA+ 1, 2, 4, 5/6, 8 (850/900/AWS/1900/2100 MHz) | Penta-band HSPA+ 1, 2, 4, 5/6, 8 (850/900/AWS/1900/2100 MHz) |
| 4G                      | Penta-band LTE 1, 3, 7, 8, 20 (2100/1800/2600/900/800 MHz) | Quad-band LTE 2, 4, 5, 17 (700/850/1700/1900 MHz)            | Nu                                                           |
| Viteza maximă a rețelei | LTE: 100 Mbit/s                                            | LTE: 100 Mbit/s                                              | HSPA+: 21 Mbit/s                                             |

## Camera
Camera foto are o lentilă fixă de 26 mm, cu apertură f/2.0 ceea ce înseamnă mai multă lumină în senzor și fotografii mai bune.
Camera foto este de 8.7 megapixeli cu două blițuri LED și poate filma 1080p. Camera frontală este de 1.3 megapixeli care poate filma 720p cu 30 de cadre pe secundă. Sensibilitatea la lumină are setările automat, ISO 100, ISO 200, ISO 400, ISO 800, ISO 1600 și ISO 3200.

## Ecran
Are un ecran AMOLED PureMotion HD capacitiv de 4.5 țoli protejat de Gorilla Glass 2 cu rezoluția WXGA de 1280 x 768 pixeli cu 332 ppi.

## Hardware
Este bazat pe chipset-ul Qualcomm MSM8960 Snapdragon cu procesor Snapdragon dual-core tactat la 1.5 GHz și GPU-ul este Adreno 225. Spațiul de stocare intern este de 16 GB, memoria RAM are 1 GB și oferă 7 GB de stocare în SkyDrive.

## Conectivitate
Lumia 925 funcționează cu o cartelă microSIM pe conexiunea 3G sau 4G. 
La capitolul conectivitate are Wi-Fi 802.11 a/b/g/n, WPS, GPS cu suport A-GPS și GLONASS, Bluetooth 3.0, o mufă audio de 3.5 mm, Near Field Communication (NFC) și mufa micro-USB 2.0.

## Software
Suportă formatele audio MP3, WAV, eAAC+, WMA și suportă formatele video MP4, H.264, H.263, WMV.
Actualizarea Amber care adaugă o serie de caracteristici noi. Radio FM și Data Sense (dacă suportă operatorul) aduce modificări minore pentru gestionarea mass-media și aduce îmbunătățiri ca informații 
despre artiști de Muzică și metadate în aplicația Music + Videos. Actualizarea sprijiă CardDAV și CalDAV pentru sincronizarea cu contactele Google și calendarele pentru Windows Phone.

## Bateria
Bateria este de 2000 de miliamperi ca pe Nokia Lumia 920. Conform Nokia bateria ține până la 440 de ore în stand-by sau 12 ore și 40 de minute de convorbire 3G. Permite redarea muzicii până la 55 de ore.